# Philipp Hügly
Philipp Hügly (* 30. Dezember 1879 in Haßloch; † 29. Januar 1963 ebenda) war ein deutscher Politiker (SPD/USPD/KPD). Er war Abgeordneter des Bayerischen Landtages (1920–1924).

## Leben
Hügly besuchte von 1887 bis 1894 die Volksschule und war anschließend bis 1908 als Tagelöhner, Berg-, Metall- und Fabrikarbeiter tätig. 1908 fand er eine Anstellung als Bahnarbeiter bei den Pfälzischen Eisenbahnen in Haßloch.
1899 trat er der Sozialdemokratischen Partei Deutschlands (SPD) bei. Von 1914 bis 1923 war er Mitglied des Gemeinderates in Haßloch. Hügly bewegte 1917 die gesamte SPD-Gemeinderatsfraktion zum Übertritt zur Unabhängigen Sozialdemokratischen Partei Deutschlands (USPD) und wurde selbst Vorsitzender des Haßlocher Ortsvereins der USPD. Im Juni 1920 wurde er für die USPD in den Bayerischen Landtag gewählt, dem er bis 1924 angehörte. Er war Mitglied im Ausschuss für Eingaben und Beschwerden sowie im Ausschuss für die Besoldungsordnung. Im Dezember 1922 wechselte Hügly zur SPD-Fraktion. 1924 trat er zur Kommunistischen Partei Deutschlands (KPD) über und wurde 1928 Mitglied der Bezirksleitung Pfalz. Im März 1933 war er Kandidat der KPD zum Reichstag, danach verbrachte er vom 10. März bis zum 8. April 1933 vier Wochen in sogenannter „Schutzhaft“. Hügly wurde im März 1933 als Arbeiter beim Reichsbahnausbesserungswerk in Ludwigshafen entlassen und fand erst 1937 wieder Arbeit bei der Firma Duttenhöfer in Haßloch.
Nach Kriegsende 1945 war Hügly wieder Mitarbeiter der pfälzischen Bezirksleitung der KPD. Von 1946 bis 1956 war er Mitglied des Gemeinderates Haßloch und bis 1952 dort auch Zweiter Beigeordneter. 1951 kandidierte er erfolglos für die KPD zum rheinland-pfälzischen Landtag.